# Barbucca diabolica
Barbucca diabolica är en fiskart som beskrevs av Roberts, 1989. Barbucca diabolica ingår i släktet Barbucca och familjen grönlingsfiskar. IUCN kategoriserar arten globalt som otillräckligt studerad. Inga underarter finns listade.